# Wasiłowice
Wasiłowice (dodatkowa nazwa w j. niem. Waschelwitz) – wieś w Polsce, położona w województwie opolskim, w powiecie prudnickim, w gminie Biała. Historycznie leży na Górnym Śląsku, na ziemi prudnickiej. Położona jest na terenie Kotliny Raciborskiej, będącej częścią Niziny Śląskiej. Przepływa przez nią rzeka Biała.
W latach 1975–1998 miejscowość należała administracyjnie do ówczesnego województwa opolskiego.
Według danych na 2011 wieś była zamieszkana przez 162 osoby.

## Geografia

### Położenie
Wieś jest położona w południowo-zachodniej Polsce, w województwie opolskim, około 8 km od granicy z Czechami, w zachodniej części Kotliny Raciborskiej. Należy do Euroregionu Pradziad. Leży na obszarze 372,1 ha. Ma charakter rolniczy. Głównymi uprawami są tutaj pszenica, rzepak i buraki cukrowe. Leży na terenie Nadleśnictwa Prudnik (obręb Prudnik).

### Środowisko naturalne
W Wasiłowicach panuje klimat umiarkowany ciepły. Średnia temperatura roczna wynosi +8,1 °C. Duże zróżnicowanie dotyczy termicznych pór roku. Średnie roczne opady atmosferyczne w rejonie Wasiłowic wynoszą 617 mm. Dominują wiatry zachodnie.

## Nazwa
Nazwa należy do grupy nazw patronomicznych i pochodzi od nazwiska założyciela miejscowości Waslowskiego. Heinrich Adamy w swoim dziele o nazwach miejscowości na Śląsku wydanym w 1888 roku we Wrocławiu wymienia jako najstarszą zanotowaną nazwę miejscowości Waslowice podając jej znaczenie „Dorf des Waslowski”, czyli po polsku „Wieś Waslowskiego”.
W alfabetycznym spisie miejscowości na terenie Śląska wydanym w 1830 roku we Wrocławiu przez Johanna Knie wieś występuje pod polską nazwą Waślowice oraz zgermanizowaną – Waschelwitz. Topograficzny opis Górnego Śląska z 1865 roku notuje wieś pod polską nazwą Waślowice, a także niemiecką Waschelwitz we fragmencie: „Waschelwitz (1531 Waschlowitze, 1534 Warsowitze, polnisch Waślowice)”. Ze względu na swoje polskie pochodzenie w 1936 nazwa Waschelwitz została zmieniona przez nazistowską administrację III Rzeszy na nową, całkowicie niemiecką nazwę Tiefengrund.
W Spisie miejscowości województwa śląsko-dąbrowskiego łącznie z obszarem ziem odzyskanych Śląska Opolskiego wydanym w Katowicach w 1946 wieś wymieniona jest pod polską nazwą Waślowice. 9 września 1947 nadano miejscowości nazwę Wasiłowice. 24 listopada 2008 wprowadzono dodatkową nazwę wsi w języku niemieckim – Waschelwitz.

## Historia

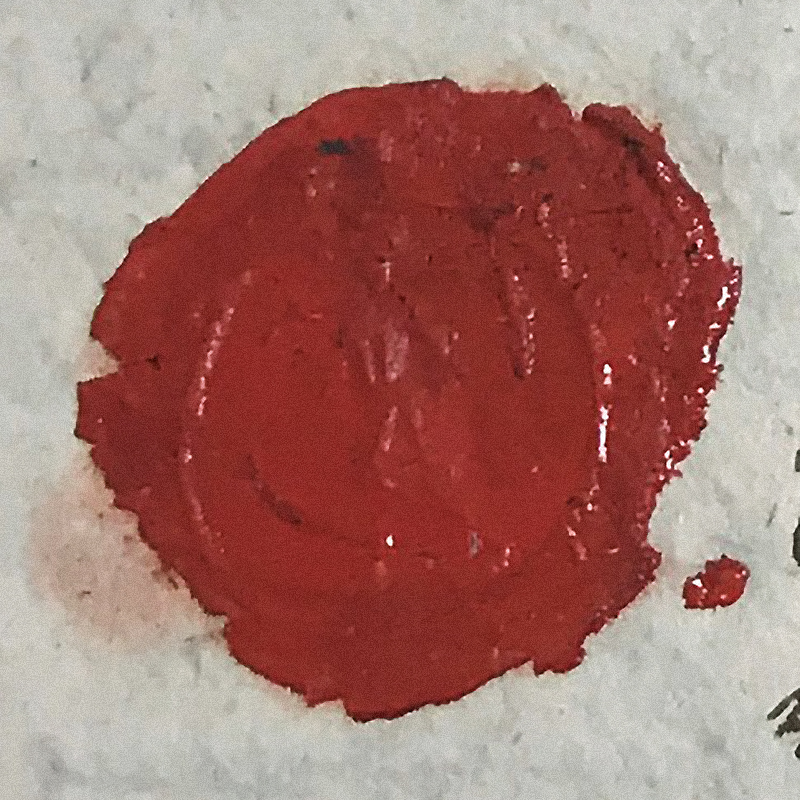
Pieczęć Wasiłowic (1751)

Wieś została założona na początku XVI wieku. Została wspomniana w urbarzu z 1531. Do 1742 wieś należała do powiatu sądowego bialskiego w Monarchii Habsburgów. Po I wojnie śląskiej znalazła się w granicach Królestwa Prus i weszła w skład powiatu prudnickiego w prowincji Śląsk.

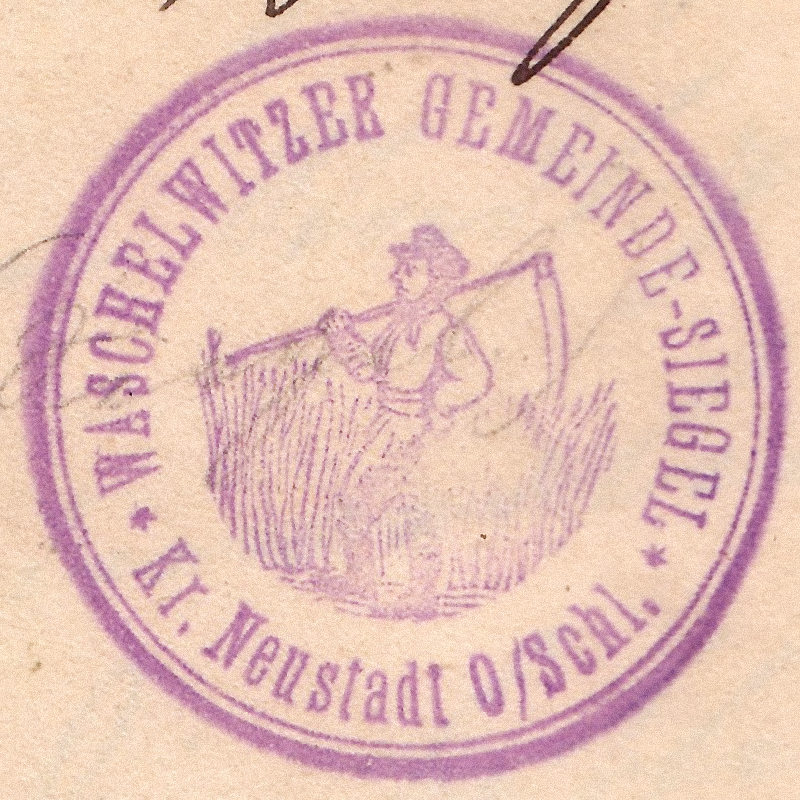
Pieczęć Wasiłowic (1895)

Wieś posiadała swoją własną pieczęć, która przedstawiała w polu chłopa z kosą na ramieniu skierowanego w prawo wśród wysokiej trawy, a w otoku napis: WASCHELWITZER GEMEINDE-SIEGEL / Kr. Neustadt O/Schl. (pol. Gmina Wasiłowice / Powiat Prudnicki). Według spisu ludności z 1 grudnia 1910, na 273 mieszkańców Wasiłowic 25 posługiwało się językiem niemieckim, a 248 językiem polskim. W 1921 w zasięgu plebiscytu na Górnym Śląsku znalazła się tylko część powiatu prudnickiego. Wasiłowice znalazły się po stronie zachodniej, poza terenem plebiscytowym. Wzbudziło to sprzeciw lokalnych polskich działaczy narodowościowych, gdyż wieś była w większości zamieszkana przez Polaków. We wsi powstał pomnik poświęcony mieszkańcom poległym w I wojnie światowej.

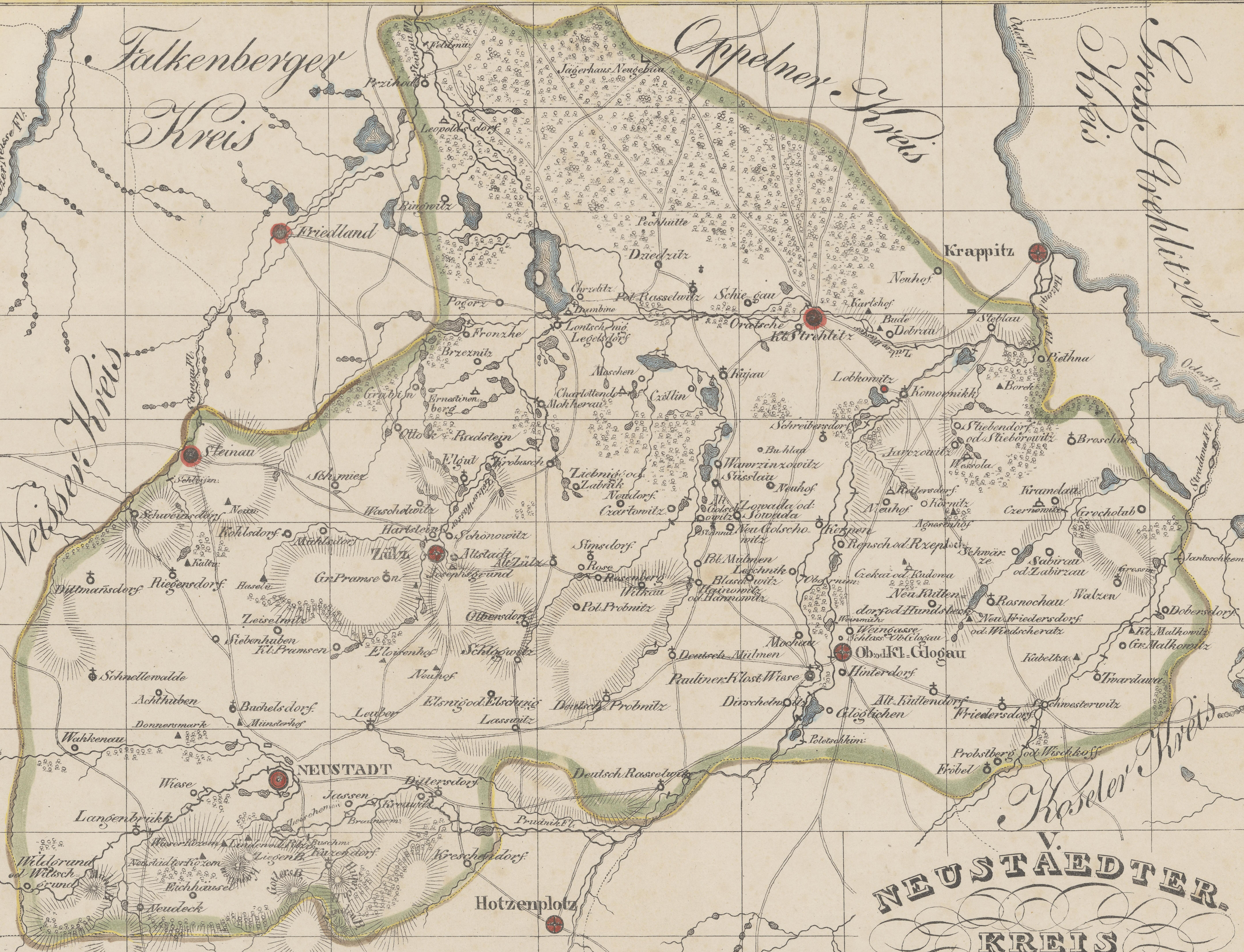
Wasiłowice (Waschelwitz) wśród miejscowości ziemi prudnickiej na mapie z XIX wieku

W czasie działań wojennych w 1945 w okolicy Wasiłowic zginęło 41 niemieckich żołnierzy, którzy następnie zostali pochowani przez miejscową ludność na boisku za wsią. W 2015 przeprowadzono ekshumację masowych grobów. Od marca do maja 1945 powiat prudnicki znajdował się pod kontrolą radzieckiej komendantury wojskowej. 11 maja 1945 polska administracja przejęła władzę cywilną w powiecie prudnickim. Wówczas w Wasiłowicach została osiedlona część polskich repatriantów z Kresów Wschodnich – z Kozłowa koło Tarnopola na terenie obecnej Ukrainy.
W latach 1945–1950 Wasiłowice należały do województwa śląskiego, a od 1950 do województwa opolskiego. W latach 1945–1954 wieś należała do gminy Śmicz, a w latach 1954–1972 do gromady Ligota Bialska.
W 1949 we wsi znajdowały się między innymi: szkoła podstawowa prowadzona przez Inspektorat Szkolny w Prudniku, kotlarz, krawiec, szewc.

## Mieszkańcy
Miejscowość zamieszkiwana jest przez mniejszość niemiecką oraz Ślązaków. Mieszkańcy wsi posługują się gwarą prudnicką, będącą odmianą dialektu śląskiego.

### Liczba mieszkańców wsi
- 1871 – 311[31]
- 1885 – 300[32]
- 1905 – 248[33]
- 1910 – 273[18]
- 1933 – 293[34]
- 1939 – 283[34]
- 1966 – 239[35]
- 1998 – 217[36]
- 2002 – 197[36]
- 2009 – 167[36]
- 2011 – 162[36]
- 2013 – 160[37]

## Zabytki
Do wojewódzkiego rejestru zabytków wpisany jest:
- dom, XIX w., (wypisany z księgi rejestru, nie istnieje).

## Pomniki i obiekty upamiętniające
- Pomnik poległych w I i II wojnie światowej – pomnik w Wasiłowicach powstały w latach 20. XX wieku jako upamiętnienie mieszkańców wsi, którzy polegli w I wojnie światowej. Po II wojnie światowej został rozbudowany[39].

## Transport
W zarządzie Wydziału Drogownictwa Starostwa Powiatowego w Prudniku znajdują się drogi powiatowe: nr 1252O relacji Biała – Wasiłowice – Otoki – Grabina oraz nr 1271O relacji Wasiłowice – Biała.
Wasiłowice posiadają połączenia autobusowe z Białą, Korfantowem, Prudnikiem, Rzymkowicami. We wsi znajduje się jeden przystanek autobusowy.

## Religia
Katolicy z Wasiłowic należą do parafii Wniebowzięcia Najświętszej Maryi Panny w Białej (dekanat Biała). We wsi znajduje się kaplica św. Urbana.

## Turystyka
Oddział PTTK „Sudetów Wschodnich” w Prudniku ustanowił turystyczną Odznakę Krajoznawczą Ziemi Prudnickiej, którą zdobywa się poprzez zwiedzenie odpowiedniej liczby obiektów w miejscowościach położonych na ziemi prudnickiej, w tym w Wasiłowicach.

### Szlaki turystyczne
Przez Wasiłowice prowadzi szlak turystyczny:
- Szlakami bociana białego (27 km): Biała – Prężyna – Miłowice – Śmicz – Pleśnica – Grabina – Otoki – Wasiłowice – Biała[44]

### Szlaki rowerowe
Przez Wasiłowice prowadzi szlak rowerowy:
- Trasa rowerowa PTTK nr 263-n: Biała – Wasiłowice – Otoki – Grabina – Kolonia Otocka – Puszyna – Pleśnica – Śmicz – Miłowice – Prężyna – Biała

## Bezpieczeństwo
Miejscowość jest pod opieką dzielnicowego rejonu służbowego nr 16 Komendy Powiatowej Policji w Prudniku (Posterunek Policji w Białej).
Teren wsi, jak i całej gminy Biała, położony jest w strefie nadgranicznej w związku z czym Straż Graniczna dysponuje, na tym obszarze, specjalnymi kompetencjami w zakresie bezpieczeństwa. Gminę Biała obejmuje zasięgiem służbowym placówka Straży Granicznej w Opolu ze Śląskiego Oddziału SG.

## Ludzie związani z Wasiłowicami
- Alfred Liczbański (1900–1978) – działacz społeczny i narodowy, żołnierz, nauczyciel w szkole w Wasiłowicach